# One Shot (cântec de JLS)
„One Shot” este un cântec al formației britanice JLS. Acesta a fost compus de Soulshock & Karlin și a fost inclus pe materialul discografic de debut al grupului, JLS. Piesa a fost lansată ca cel de-al treilea single al albumului în februarie 2010, beneficiind de două versiuni diferite.
Compoziția a beneficiat de o campanie de promovare și de un videoclip regizat de Richmond și Anthony Talauega. „One Shot” a primit atât recenzii favorabile cât și critici, Digital Spy oferind un total de trei puncte din cinci, blamând însă lipsa de originalitate a cântecului. Interpretarea de debut a piesei într-o emisiune de televiziune s-a petrecut în cadrul spectacolului Alan Carr: Chatty Man în decembrie 2009, în timp ce prima reprezentație din anul următor a fost prezentată în timpul concursului So You Think You Can Dance.
La scurt timp de la startul comercializării materialul de debut, compoziția a debutat în clasamentul oficial al Regatului Unit pe locul 81, înainte de a fi confirmat faptul că va beneficia de promovare. La scurt timp după stratul campaniei promoționale, „One Shot” a ocupat treapta cu numărul 6 în UK Singles Chart, devenind cel de-al treilea șlagăr de top 10 al grupului în această ierarhie (excluzând colaborările). Clasări notabile au fost câștigate și în Irlanda sau Macedonia.

## Informații generale
Înregistrarea a fost produsă de echipa de compozitori Soulshock & Karlin, care au colaborat anterior și cu artista britanică Alesha Dixon la înregistrarea „Breathe Slow”.
De asemenea, cântecul a apărut pe internet înaintea lansării albumului, în luna octombrie a anului 2009, sub titulatura de „Love is On the Line”. Ulterior, numele piesei a fost schimbat în „One Shot”, aceasta fiind denumirea oficială a înregistrării.
Cântecul a fost extras pe disc single și distribuit în două versiuni diferite, fiecare dintre acestea beneficiind de câte o copertă distinctă. Prima fotografie de prezentare a fost făcută publică pe data de 14 ianuarie 2010 pe website-ul 4 Music. Prima variantă a compact discului comercializat prezintă înregistrarea adițională „Mary”, în timp ce ultima conține, alături de piesa originală, o serie de remixuri. Fiecare dintre cele două versiuni prezintă și un poster gratuit.

## Recenzii
Compoziția „One Shot” a primit atât recenzii pozitive, cât și critici. David Balls de la Digital Spy amintește înregistrarea într-un cadru favorabil în timpul recenziei albumului JLS, comentând: „«Private» [...] și «One Shot», cu schimbările sale surprinzătoare de tempo, sunt încercări destul de convingătoare pentru a crea adevărate șlagăre ale cluburilor de noapte”. Jaime Gill de la Yahoo! Music declară faptul că discul „JLS este surprinzător de imprevizibil, precum în bine antrenatele armonii și elemente de sintetizator prezente în «Kickstart» sau «One Shot», o fuziune ciudată între ritmurile dance specifice lui Faithless și baladele îndoliate realizate cu ajutorul pianului”. În recenzia realizată discului single, Nick Levine de la Digital Spy afirma următoarele: „Noul single [...] nu va face nimic pentru a opri impulsul grupului. În esență, este o baladă clasică specifică formațiilor de băieți ce beneficiază [...] de versuri ce îl mulțumesc pe Louis Walsh [și] sunete de sintetizator pentru a satisface echipa ce se ocupă cu listele de redare la Kiss FM. Suficient de decent atunci, dar te face să te întrebi cât de departe ar putea ajunge JLS cu niște piese cu adevărat bune?”. Discul a primit trei stele dintr-un total de cinci.
Stuck Records consideră că „există o cantitate uimitoare de influențe eurodance, cum ar fi efectele incluse pe «One Shot» care amintesc de Sash!”. O recenzie mai puțin favorabilă vine din partea Entertainment Ireland, care este de părere că: „«Heal the Heartbreak» începe cu o melodie de chitară standard înainte de a trece la ritmuri uriașe, la ondulații electronice care se transformă într-un cântec potrivit pentru a umple ringul de dans. Din nefericire, băieții se se descurcă în această zonă doar o jumătate din timp. «One Shot» încearcă același truc, dar aici vocile lente intră în conflict cu ritmurile discontinue ce acompaniază versurile”. Times Online critică întregul album al formației într-o recenzie ce oferă materialului un punct dintr-un total de cinci, adăugând: „Succesul înregistrat de cvartet la X Factor a transformat «Beat Again» într-un șlagăr, dar este greu de crezut faptul că oricare dintre aceste zdrăngăneli R&B specifice brandului Nokia va avea aceeași soartă”.

## Promovare
Prima interpretare a cântecului a fost difuzată pe data de 17 decembrie 2009 în cadrul emisiunii britanice Alan Carr: Chatty Man. Alături de prezentarea cântecului, grupul a oferit și un interviu gazdei, Alan Carr. Ulterior, s-a confirmat faptul că formația JLS va interpreta înregistrarea în timpul spectacolului So You Think You Can Dance de pe data de 23 ianuarie 2010. Apariția grupului la această emisiune a fost precedată de prezența Alexandrei Burke la emisiune, pe data de 16 ianuarie 2010, unde aceasta a interpretat compoziția „Broken Heels”. Următoarea apariție televizată în scopul promovării s-a petrecut pe data de 10 februarie 2010, în timpul emisiunii britanică GMTV. Alături de prezentarea cântecului „One Shot”, formația a oferit un interviu și a interpretat o versiune acustică a înregistrării „Close to You”, aflată pe albumul de debut. Piesa a mai fost cântată în timpul unor emisiuni precum Let's Dance For Sport Relief, sau National Lottery Midweek Draws.

## Videoclip
Premiera scurtmetrajului a avut loc pe data de 14 ianuarie 2010, în aceeași zi în care a fost dată publicității prima copertă oficială a discului single. Videoclipul a fost regizat de Richmond „Rich” și Anthony „Tony” Talauega, în timp ce producția a fost semnată de Tamsin Glasson. De asemenea, coregrafia a fost realizată de Marty Kudelka, care a lucrat anterior cu artiști precum Justin Timberlake.
Materialul promoțional este similar cu cel al înregistrării „Beat Again”, axându-se în principal pe prezentarea unor momente dansante, acompaniate de efecte speciale.

## Ordinea pieselor pe disc
| Nr.                                               | Titlul         | Durată |
| ------------------------------------------------- | -------------- | ------ |
| Disc single distribuit în Irlanda și Regatul Unit |                |        |
| 1.                                                | „One Shot” [A] | 3:47   |
| 2.                                                | „Mary” [B]     | 3:05   |
| Descărcare digitală distribuită în Regatul Unit   |                |        |
| 1.                                                | „One Shot” [A] | 3:47   |

| Nr.                                         | Titlul         | Durată |
| ------------------------------------------- | -------------- | ------ |
| Disc de remixuri distribuit în Regatul Unit |                |        |
| 1.                                          | „One Shot” [A] | 3:47   |
| 2.                                          | „One Shot” [C] | 3:41   |
| 3.                                          | „One Shot” [D] | 3:54   |
| 4.                                          | „One Shot” [E] | 6:48   |
| 5.                                          | „One Shot” [F] | 7:17   |

Specificații
| - A ^ Versiunea de pe albumul JLS. - B ^ Cântec inclus pe fața B. - C ^ Remix „Kardinal Beats radio edit”. | - D ^ Remix „Kardinal Beats mix” - JLS & Mr. Damz. - E ^ Remix „Bimbo Jones mix”. - F ^ Remix „Nu Addiction mix”. |

## Prezența în clasamente
La scurt timp după lansarea albumului de proveniență, „One Shot” a intrat în ierarhiile compilate de iTunes. Dintre toate cântecele de pe material, acesta a fost singura înregistrare ce nu a beneficiat de promovare și a obținut clasări de top 100 în UK Singles Chart. În clasamentul cu data de 2 ianuarie 2010 piesa s-a reîntors în clasamentul britanic pe locul 89. Ulterior, după lansarea videoclipului, cântecul a ocupat poziții de top 30 în ierarhiile compilate de magazinul virtual iTunes din Regatul Unit. În urma acestui aspect, în clasamentele mijlocului de săptămână publicate pe data de 15 septembrie 2010, se anunța faptul că „One Shot” a intrat în primele patruzeci de trepte ale clasamentului UK Singles Chart.
Compoziția a intrat în top 40 pe data de 17 decembrie 2010, pe locul 32, grație unui salt de șaizeci de poziții, pentru ca în săptămâna următoare să urce pe treapta cu numărul 10. Concomitent, piesa a intrat în ierarhia celor mai bine vândute descărcări digitale, ocupând poziția a zecea. Cântecul a câștigat locul 6 la doar șapte zile distanță, acesta fiind și maximul atins, devenind astfel cel de-al treilea șlagăr de top 10 al formației în Regatul Unit (excluzând colaborările). Cu toate acestea, este primul care nu ajunge în vârful clasamentului britanic, în ciuda faptului că a staționat în top 10 timp de cinci săptămâni, asemeni lui „Beat Again” și mai mult decât „Everybody in Love”.
Simultan cu prezența în ierarhiile din Regatul Unit, One Shot a activat și în Bulgaria, Irlanda sau Macedonia, în ultimele două teritorii ocupând clasări de top 20. Performanțele obținute în țările amintite au propulsat înregistrarea în ierarhiile europene, câștigând locul 21 în lista compilată de Billboard și pe treapta cu numărul 35 în cea afișată de APC Charts.com.

## Clasamente
| Țară (clasament)                      | Poziția maximă | Referință |
| ------------------------------------- | -------------- | --------- |
| Bulgaria (APC Charts)                 | 41             | [ 50 ]    |
| Croația (e!Hot)                       | 26             | [ 53 ]    |
| Europa (APC Charts — Euro 200)        | 35             | [ 52 ]    |
| Europa (Billboard — European Hot 100) | 21             | [ 51 ]    |
| Irlanda (IRMA — Descărcări)           | 11             | [ 54 ]    |
| Irlanda (IRMA)                        | 11             | [ 18 ]    |
| Macedonia (Antenna 5)                 | 18             | [ 20 ]    |

| Țară (clasament)                      | Poziția maximă | Referință |
| ------------------------------------- | -------------- | --------- |
| Regatul Unit (OCC — Difuzări «TV»)    | 1              | [ 55 ]    |
| Regatul Unit (OCC — Difuzări «Radio») | 1              | [ 56 ]    |
| Regatul Unit (OCC — Descărcări)       | 6              | [ 47 ]    |
| Regatul Unit (OOC — UK Singles Chart) | 6              | [ 16 ]    |
| România (Romania Airplay Top 100)     | 56             | [ 57 ]    |
| Scoția (OCC — Scottish Singles Chart) | 7              | [ 58 ]    |

## Versiuni existente
| - „One Shot” (versiuna de pe albumul JLS) - „One Shot” (negativ) - „One Shot” (remix „Kardinal Beats radio edit”) | - „One Shot” (remix „Kardinal Beats mix”) - „One Shot” (remix „Bimbo Jones mix”) - „One Shot” (remix „Nu Addiction mix”) |

## Personal
- Sursă:[8]
- Voce: JLS
- Textieri: C. Shack, K. Karlin, Michael Warren, Brandon White, Sean Hurley
- Producători: Soulshock și Karlin
- Instrumental: Soulshock, Sean Hurley și Karlin
- Înregistrat la „Rokstone Studios” (Londra, Anglia)
- Inginer de sunet: Neil Tucker
- Compilat de: Manny Marroquin și Soulshock la „Larrabee Studios” în Universal City, California, S.U.A.
- Asistat de: Christian Plata și Erick Madrid

## Datele lansărilor
| Țara         | Data lansării     | Casă de discuri | Format              | Referințe |
| ------------ | ----------------- | --------------- | ------------------- | --------- |
| Irlanda      | 6 noiembrie 2009  | Epic Records    | descărcare digitală | [ 3 ]     |
| Regatul Unit | 9 noiembrie 2009  | Epic Records    | descărcare digitală | [ 5 ]     |
| Regatul Unit | 14 ianuarie 2010  | Epic Records    | premieră videoclip  | [ 37 ]    |
| Irlanda      | 19 februarie 2010 | Epic Records    | disc single         | [ 3 ]     |
| Regatul Unit | 22 februarie 2010 | Epic Records    | disc single         | [ 4 ]     |

Notă
- Descărcările digitale au devenit disponibile odată cu lansarea albumului.

## Certificări și vânzări
| \| Țara/ clasament \| Vânzări/ puncte \| Certificare \| Referințe \| \| --------------- \| --------------- \| ----------- \| --------- \| \| Regatul Unit \| +300.000 \| — \| [59] \| |                 |             |           |
| Țara/ clasament | Vânzări/ puncte | Certificare | Referințe |
| Regatul Unit | +300.000        | —           | [ 59 ]    |